# Wolter Wolthers
Wolter Wolthers (1630 - Groningen, 14 augustus 1714) was een Groningse regent.

## Leven en werk
Wolthers was een zoon van de koperslager Harmen Wolthers en Brechtyn Cransen. Hij studeerde in Groningen en in Franeker en promoveerde in 1657 tot doctor in de beide rechten aan de universiteit van Franeker
Wolthers is tweemaal getrouwd geweest. Zijn eerste huwelijk sloot hij in 1658 met Rolina Warmolts. Na haar overlijden hertrouwde hij in 1677 met de weduwe Hester Meijnardi. Uit het eerste huwelijk werden zes kinderen geboren. Ook zijn zoon Harmen was meerdere malen burgemeester van Groningen. Hij begon zijn carrière als advocaat in de stad Groningen. In deze stad wist hij als nieuweling een positie te verwerven in het regentenmilieu. Daarmee legde hij de basis voor de positie van zijn nageslacht, waarvan meerdere leden een vooraanstaande rol in de Groninger politiek speelden. Hij was gedurende de periode van 1663 tot zijn overlijden in 1714 onder meer gezworene van Groningen, drost van het Woldoldambt, raadsheer van Groningen, lid van Gedeputeerde Staten, lid van de hoofdmannenkamer en burgemeester van Groningen. Daarnaast was Wolthers voogd van het Heilige Geestgasthuis, ouderling en scholarch van de Latijnse School. Zijn zoon Harmen was gelijktijdig met hem gedurende een periode van twintig jaar - een unicum volgens Feenstra -  raadslid en lid van de kerkenraad van Groningen en zou, na zijn overlijden, eveneens burgemeester van Groningen worden.
Wolthers woonde van 1659 tot 1668 aan de Herestraat ten zuiden van de Polmanspoorte. Van 1672 tot 1714 woonde hij aan de Vismarkt. Bij zijn overlijden bezat hij een huis ten zuiden van de Vismarkt aan de Slagterrijppe, een huis met hof aan de Pelsterstraat en hofgronden buiten de Herepoort. Daarnaast verhuurde hij diverse stukken land in Maarslag, Leens, Pieterzijl, Amsweer, Niehove en in Mensingeweer.